# Carlo Wieth
Carlo Wieth, född 11 december 1885 i Köpenhamn, död 30 juni 1943 i Nødebo, var en dansk skådespelare. 
Wieth scendebuterade 1905 vid Det Kongelige Teater; fram till 1932 var han engagerad vid flera olika teatrar i Köpenhamn bland annat Dagmarteatret, Folketeatret och Betty Nansen Teatret. Han var därefter engagerad de nästa 20 åren vid Det kongelige Teater i Köpenhamn. Han filmdebuterade 1910, under åren 1912–1915 arbetade han som stumfilmsskådespelare i Sverige. Han var gift första gången med skådespelaren Clara Pontoppidan och andra gången med skådespelaren Agnes Thorberg med vilken han hade sonen skådespelaren Mogens Wieth.

## Filmografi (urval)
- 1912 – En moders kaerlighed
- 1912 – Säterjäntan
- 1913 – På livets ödesvägar
- 1913 – Miraklet
- 1914 – Det röda tornet
- 1914 – Prästen
- 1914 – Kammarjunkaren
- 1914 – Hjärtan som mötas
- 1914 – Bröderna
- 1915 – Sonad skuld
- 1921 – Blade af Satans bog
- 1935 – Det gyldne smil
- 1942 – Tyrannens fall